# Liste der Kulturdenkmäler in Irsch (bei Saarburg)
In der Liste der Kulturdenkmäler in Irsch sind alle Kulturdenkmäler der rheinland-pfälzischen Ortsgemeinde Irsch aufgeführt. Grundlage ist die Denkmalliste des Landes Rheinland-Pfalz (Stand: 8. Februar 2023).

## Einzeldenkmäler
| Bezeichnung                                             | Lage                                              | Baujahr         | Beschreibung | Bild                           |
| ------------------------------------------------------- | ------------------------------------------------- | --------------- | --- | ------------------------------ |
| Katholische Pfarrkirche St. Gervasius und St. Protasius | Kirchgasse 1 Lage                                 | 11. Jahrhundert | Pfarrkirche: romanischer Turm, 11. Jahrhundert; zweischiffige Hallenkirche, bezeichnet 1806, Architekt Matthias Funk, Erweiterung und Seitenschiff bezeichnet 1913, Architekt Peter Marx, Trier; renoviert 2009/2010, Weihe des Altars zugehörig Kirchhof, vorgelagerter Aufgang und Vorplatz einschließlich der ihn flankierenden Bauten: im Norden das Pfarrhaus (Kirchgasse 3, 1780), im Süden der Bau zwischen Kirchgasse und Am Mühlenberg (Am Mühlenberg 16); Kreuzigungsbildstock, bezeichnet 1745; ortsbildprägend | weitere Bilder Fotos hochladen |
| Antoniuskapelle                                         | am westlichen Ortsausgang Lage                    | 1874            | neugotischer Putzbau, bezeichnet 1874 | Fotos hochladen                |
| Speiner Bildchen                                        | östlich des Ortes an der B 407 Lage               | 1734            | Wegekapelle; Zeltdachbau, bezeichnet 1734, Erneuerung bezeichnet 1838 | Fotos hochladen                |
| Viehunterstand                                          | östlich des Ortes neben dem Speiner Bildchen Lage | 1920er Jahre    | Walmdachbau mit Bogenöffnungen, 1920er Jahre | Fotos hochladen                |
| Kriegergedächtniskapelle                                | östlich des Ortes im Tal des Büster Baches Lage   | um 1900         | Kriegergedächtniskapelle 1870/71; neugotischer Putzbau auf sechseckigem Grundriss | Fotos hochladen                |